# Acanthobothrium americanum
Acanthobothrium americanum är en plattmaskart. Acanthobothrium americanum ingår i släktet Acanthobothrium och familjen Oncobothriidae. Inga underarter finns listade i Catalogue of Life.